# Julia Deakin
Julia Deakin (ur. 1952 w Gainsborough) – brytyjska aktorka, znana przede wszystkim ze swoich występów w serialach telewizyjnych, zwłaszcza w rolach komediowych.
Jej debiut ekranowy miał miejsce w roku 1979, w filmie telewizyjnym Follow the Star. Później pojawiała się w wielu innych znanych produkcjach telewizyjnych, takich jak Doktor Martin, Big Train, I'm Alan Partridge, Morderstwa w Midsomer czy Coronation Street. Swoje największe role telewizyjne, rozciągające się na wszystkie odcinki serialu, zagrała w dwóch sitcomach: Stacyjce Hatley (1995-1997) i Spaced (1999-2001). Wystąpiła również w niewielkich rolach w filmach kinowych Wysyp żywych trupów i Hot Fuzz – Ostre psy. Brała udział także w licznych słuchowiskach radiowych, produkowanych głównie dla BBC Radio 4. Obecnie występuje w „Tajemnicach domu Anubisa” w których gra Daphne Andrews- nauczycielkę francuskiego 
Jest żoną aktora i autora książek Michaela Simkinsa.